# Una mujer atrapada (película de 1964)
Una mujer atrapada (Lady in a Cage, en inglés) es una película de suspenso psicológico estadounidense de 1964, dirigida por Walter Grauman, escrita y producida por Luther Davis, y protagonizada por Olivia de Havilland y James Caan. La película fue estrenada por Paramount Pictures.

## Argumento
Cuando se produce un corte de energía eléctrica, Cornelia Hilyard (Olivia de Havilland), una viuda adinerada que se recupera de una fractura de cadera, queda atrapada entre los pisos del ascensor con forma de jaula que ha instalado en su mansión. Con su hijo, Malcolm (William Swan), fuera durante un fin de semana de verano, ella confía en la alarma de emergencia del ascensor para pedir ayuda, pero la única respuesta proviene de un vagabundo alcohólico, George Brady (Jeff Corey), que roba algunos objetos de la casa.
El borracho vende los bienes robados al dueño de una tienda de empeño, el Sr. Paul (Charles Seel), visita luego a su amiga estafadora Sade (Ann Sothern) y le cuenta sobre el tesoro con el que se ha topado. Los costosos bienes que George lleva atraen la atención de tres jóvenes pandilleros: Randall O'Connell (James Caan), Elaine (Jennifer Billingsley) y Essie (Rafael Campos), quienes siguen a George y Sade hasta la casa donde vive Cornelia. Cornelia les ruega ayuda, ofreciéndoles dejarles tomar lo que quieran y prometiendo no denunciarlos a la policía si la ayudan a salir. En cambio, los intrusos se burlan de ella, saquean su casa y se emborrachan con el alcohol del bar. Mientras Cornelia observa horrorizada, los intrusos roban la casa, matan a George y encierran a Sade en un armario.
Randall sube al ascensor y se burla de Cornelia cuando leen la carta que Malcom le dejó antes de partir, en la que le dice que se ha marchado definitivamente, harto de su sobreprotección. Sorprendida por la revelación, Cornelia se desmaya. Poco después, el sr. Paul y sus matones llegan para robar los bienes del coche de la pandilla. Después de que Cornelia recupera la conciencia, rompe la puerta del ascensor y usa los pedazos rotos para hacer un par de navajas. Ella cae al suelo y se lastima, pero logra arrastrarse hasta la puerta principal antes de que Randall regrese. Mientras arrastra a Cornelia de regreso al interior de la casa, ella lo apuñala en los ojos con las navajas. Él entra a la casa y ordena a sus cómplices que la lleven adentro. Una vez en la puerta, Cornelia se burla de la ceguera de Randall y sus compañeros se unen, dejándolo tropezar sin rumbo por la sala de estar. Su acto violento, junto con el estrés de toda la terrible experiencia, hace que Cornelia experimente una locura temporal y la deje desorientada.
Cuando los ladrones comienzan a irse, Cornelia confunde a Essie con Malcolm y le habla aturdida, expresando culpa por el monstruoso control que ejerce sobre su hijo. Ella sale por la puerta principal nuevamente y Randall la persigue. Randall tropieza con la carretera y es atropellado por un coche y muere. Numerosos testigos se detienen ante el accidente y rescatan a Cornelia. Cuando llega la policía, Essie y Elaine intentan huir en un automóvil, pero chocan contra la caja eléctrica, que reinicia la energía en la casa y el ascensor desciende al piso. Essie y Elaine son arrestados, mientras los demás consuelan a la angustiada Cornelia.

## Reparto
- Olivia de Havilland como la Sra. Cornelia Hilyard.
- James Caan como Randall Simpson O'Connell.
- Jennifer Billingsley como Elaine.
- Jeff Corey como George L. Brady Jr. (el vagabundo alcohólico).
- Ann Sothern como Sade.
- Rafael Campos como Essie.
- William Swan como Malcolm Hilyard.
- Charles Seel como Sr. Paul (propietario de la tienda de empeño).
- Scatman Crothers como asistente del propietario de la tienda de empeño.

## Producción
La película está basada en una idea original de Luther Davis, cuando trabajaba en una obra de teatro y observó los efectos de un corte de energía en los habitantes de una casa de una zona petrolera del Medio Oeste. El incidente se convirtió en una batalla por la supervivencia, en la que Davis cambió la acción de su historia de una casa a un ascensor. También se inspiró en el apagón de Nueva York del 17 de agosto de 1959. Conocía a una señora que quedó atrapada en el ascensor de una residencia privada en el Upper East Side de la ciudad, quien pidió ayuda y fue escuchada por dos hombres que la violaron.
Durante su investigación, Davis descubrió que todos los ascensores de Nueva York deben estar equipados con un teléfono, lo que habría arruinado la historia, razón por la cual la película está ambientada en una ciudad sin nombre. 
La película se anunció en agosto de 1962 con Ralph Nelson como director y Robert Webber como estrella. Se buscaba a Joan Crawford y Elizabeth Montgomery para el papel protagonista femenino. A Rosalind Russell se le ofreció el papel, pero lo rechazó. En diciembre de 1962, Olivia de Havilland asumió el papel principal. Grauman firmó para hacer su debut cinematográfico como director.  El rodaje tuvo lugar en febrero de 1963. Duró catorce días y de Havilland calificó la experiencia de "maravillosa", elogiando el talento de James Caan (en su primer papel acreditado).